# Colorado Classic
La Colorado Classic, conocida anteriormente como USA Pro Cycling Challenge o Tour de Colorado es una competición de ciclismo en ruta por etapas que se disputa en el estado de Colorado (Estados Unidos), recorriendo las Montañas Rocosas, donde los ciclistas llegan a altitudes de más de 3500 m s. n. m.. Se disputó por primera vez en el mes de agosto del 2011.
La idea de una carrera por etapas en Colorado estuvo en discusión durante años, pero nunca se llegó a un acuerdo para realizarla. Una iniciativa de Lance Armstrong de realizar una competición de este tipo en Colorado, similar a la Coors Classic lo llevó a plantearle el tema al gobernador Bill Ritter. La idea fue bienvenida y ante la posibilidad de realizar la carrera, la cadena de restaurantes y comida rápida de Estados Unidos Quiznos se contactó con el gobernador Ritter con una propuesta de patrocinio para la carrera.
El 4 de agosto de 2010, fue presentada oficialmente por Armstrong y Ritter con el nombre de Quiznos Pro Challenge, denominación que fue cambiada en abril de 2011 por USA Pro Cycling Challenge y a partir de 2017 como Colorado Classic.
La 1ª edición la carrera fue ganada por Levi Leipheimer. Tuvo 6 etapas más un prólogo, y comenzó el 22 de agosto en Colorado Springs y finalizó el 28 de agosto en Denver. Además del prólogo, la carrera contó con una contrarreloj individual y 2 etapas de montaña donde una tuvo final en alto.
En su primera edición la prueba fue puntuable para el UCI America Tour y de categoría 2.1, por lo que tuvo la participación de equipos UCI ProTour como el RadioShack, HTC-Highroad, Garmin-Cervélo, BMC Racing, Liquigas-Cannondale y Leopard Trek.
El éxito alcanzado en la primera edición, llevó a que para la temporada 2012 la carrera ascendiera a categoría 2.HC, y fue una de las tres competiciones de máxima categoría en el calendario americano.

## Palmarés

### USA Pro Cycling Challenge
| Año  | Ganador               | Segundo               | Tercero            |
| ---- | --------------------- | --------------------- | ------------------ |
| 2011 | Levi Leipheimer       | Christian Vande Velde | Tejay van Garderen |
| 2012 | Christian Vande Velde | Tejay van Garderen    | Levi Leipheimer    |
| 2013 | Tejay van Garderen    | Mathias Frank         | Tom Danielson      |
| 2014 | Tejay van Garderen    | Tom Danielson         | Serghei Țvetcov    |
| 2015 | Rohan Dennis          | Brent Bookwalter      | Rob Britton        |

### Colorado Classic
| Año  | Ganador       | Segundo         | Tercero     |
| ---- | ------------- | --------------- | ----------- |
| 2017 | Manuel Senni  | Serghei Țvetcov | Alex Howes  |
| 2018 | Gavin Mannion | Serghei Țvetcov | Hugh Carthy |

## Palmarés por países
| País           | Victorias |
| -------------- | --------- |
| Estados Unidos | 5         |
| Australia      | 1         |
| Italia         | 1         |